# Hagymás fogasír
A hagymás fogasír vagy gumótermő fogasír (Cardamine bulbifera) a valódi kétszikűek csoportjába tartozó káposztafélék (Brassicaceae) családjának egyik, Magyarországon is honos faja. Régen foganőtt fűnek is hívták kis sarjrügyeiről, amiket a népnyelv fogaknak, illetve hagymáknak nevezett.

## Élőhelye
Elsősorban a hűvös hegyi klímát kedveli, a hegyvidéki bükkösökben, gyertyános–tölgyesekben fordul elő. Megtalálható a Nyírség homokbuckáin elterülő gyertyános–tölgyesekben is.
Elsősorban vegetatívan, tarackjáról terjed. Április–májusban virágzik.

## Megjelenése
25–80 cm magas, vízszintes gyöktörzsű évelő. A levelek szórt állásúak, hosszúkás lándzsásak, a felsők épek, az alsók páratlanul szárnyaltak, fogas szélűek. A levelek hónaljában kis sarjgumócskák (sarjrügyek) találhatók – ezek fiatalon zöldek, éretten lilás színűek.
A virágok halványlilák, fehérek, négyszirmúak. Tavasszal, április-májusban virágzik.

## Felhasználása
Sok C-vitamint tartalmaz, ezért a tüdővész, a skorbut és a fogínysorvadás gyógyítására használták (a fogas-ír másik jelentése: a fogra ír).